# Czene Béla
Czene Béla (szignóban néhol ifj. Czene Béla) (Isaszeg, 1911. július 3. – Budapest, 1999. november 9.) magyar festőművész.

## Életpályája
Czene Béla Tivadar arcképfestő és Borza Jolán Franciska (1886–1966) rajzoló fiaként született. 1930 és 1933 között járt a Magyar Képzőművészeti Főiskolára, ahol Rudnay Gyula volt a mestere. Már 1932-től szerepelt kiállításokon. Stílusában korán rátalált a Római iskola irányvonalára, amiben tovább segítette, hogy 1938–1939-ben Rómában tartózkodhatott, miután Gerevich Tibor javaslatára elnyerte a Római Magyar Akadémia ösztöndíját. Festői stílusában egyre jobban kötődött a reneszánsz klasszikus tradícióhoz, többek között Leonardo da Vinci és Domenico Ghirlandaio művészetéhez, valamint a görög–római hagyományokhoz. A második világháború után lazult a római iskolához való kötődése, és jellegzetes technikával festett képeinek témáit inkább a hétköznapi életből merítette. Ezt követően is folyamatosan kiállító művész, még az 1990-es években is aktív volt.
Művészetét a kritika és a hivatalosság sosem igazán pártolta. Ennek ellenére több elismerésben részesült: 1937-ben elnyerte az Országos Magyar Képzőművészeti Társulat ifjúsági díját, 1942-ben Balló Ede-díjat kapott a „Hunor és Magyar” című festményéért, 1943-ban pedig Budapest Székesfőváros Ferenc József alapítványi díját kapta meg. A háború után 1948-ban a Közoktatási Minisztérium freskópályázatának díját, 1953-ban pedig a IV. Magyar Képzőművészeti kiállításon a Népművelési Minisztérium díját nyerte el.
Felesége Hikády Erzsébet (1911–2008), fia, Czene Gábor (1948–) és unokája, Czene Márta (1982–) is festőművész.

## Mai értékelése
A nemcsak hogy hosszú életű, de még utolsó éveiben is aktívan festő Czene Bélának több alkotói korszaka volt, s egyes alkotói periódusaiban eltérő témák foglalkoztatták, eltérő stílusban festette meg, amit maga körül látott. Az életmű mintegy 3000 képből áll.
Életművét különösen izgalmassá teszi, hogy abban a teljes 20. század ide-oda kilengő ingamozgásai képviseltetik magukat. Művészete nemcsak nagy ideológiai váltásokat tükröz, de stilárisan is hatalmas változásokon ment át.
Nem utolsósorban annak köszönhetően, hogy római ösztöndíjasként kijutott Olaszországba, pályakezdésekor Czene Bélára nagy hatással voltak a reneszánsz festőóriásai, különösképp Domenico Ghirlandaio és Piero della Francesca. Hazatérve pedig a „magyaros motívumok”, a népi kultúra, az ősmagyar eredetmítoszok keltették fel érdeklődését. Hortobágyon, illetőleg Kalotaszegen keresett ihletet. Az 1940-es évek első felében születtek meg Czene csúcsalkotásai, a hibátlanul megkomponált, festői tudásának legjavát nyújtó munkái, mint amilyen az Aratás, a Cséplés, a kalotaszegi képek, továbbá az 1947-es Paris ítélete.  Ennek a korszakának az alkotásai közül viszonylag kevés maradt az utókorra. Lappanganak.
A második világháború után Czene Béla életében is eljött az a korszak, amikor a szocialista realizmus elvárásaihoz kellett igazodnia. Lelkes sztahanovistákat kellett megfestenie a megélhetés érdekében. E képei nem igazán emelkednek ki a többi sematikus alkotás közül.  A politikai viszonyok változása azonban a későbbiekben lehetővé tette, hogy Czene új témákat és új stílust találjon magának.
Mai szemmel a legérdekesebbek és a műkincspiacon is a legkeresettebbek az 1960-as, ’70-es és ’80-as évek magyar valóságát, életérzését és vizuális kultúráját esszenciálisan magukba sűrítő festményei. E képein megelevenednek a konszolidálódott Kádár-korszak jellegzetes figurái – leginkább is öntudatosnak tűnő fiatal lányai – a maguk jellegzetes, miniszoknyás, trapéznadrágos öltözködésével, hajviseletével, bizsuival és napszemüvegeivel, de a kádári idők olyan jellemző tárgyaira is ráismerhetünk a Czene-festményeken, mint például az Autopress kávéfőző.
A retró-hangulat szinte kitapintható Czene Bélának azokban a műveiben, amikor a rohanó emberektől nyüzsgő pesti utcák, illetve a tömött eszpresszók világát, a szocialista „dolce vitát” örökíti meg.
Munkásságának egyik fő vonulata az aktfestészet. Időtlen szépségű modelljei egyszersmind provokatívak, modernek, árad belőlük az erotika. Szögesen eltérnek a Czenével oly gyakran együtt emlegetett Mácsai István aktjaitól, amelyek bármilyen vonzók is, mondhatni aszexuálisak.
Az utazás szintén kedvelt témája volt Czenének. 1964-től ismét kijuthatott Olaszországba, s a mediterrán életérzés valósággal felforrósította színes, dinamikus, erőtől duzzadó képeit.
Az életében a kritika által meglehetősen mostohán kezelt, sokak által felszínesnek, rutinból dolgozónak elkönyvelt művész reneszánsza jóval a halála után: a 2020-as évek elején köszöntött be.
2022 nyarán a Kieselbach Galéria nagy sikerű kiállítást rendezett festményeiből, egyes alkotásai ma már akár négymillió forintért kelnek el az aukciókon. Molnos Péter művészettörténész A valóság szerelmese – Czene Béla festészete címmel egy gazdagon illusztrált monográfiát adott közre a Móra Kiadó gondozásában, amelyben rámutatott, hogy az a realizmus, amit Czene Béla képviselt, nem fakult az évek múltával; épp ellenkezőleg: időtállónak bizonyult.
Czene Béla mindig a kortársait, korának a retinájába beleégett mindennapjait, jelenét akarta ecsetvégre kapni. Világéletében az „itt és most” érdekelte. Az aktuális fogyasztói kultúra, az aktuális divat mára egy letűnt kor ikonikus védjegyévé vált – márpedig erről Czene hű krónikásként ad számot. Csakis rá jellemző festői világának középpontjában a modern városi ember hétköznapjai állnak.
A Kieselbach Galéria már említett életmű-kiállításán így foglalták össze Czene Béla művészetének jelentőségét: „A festő, aki nyugati életérzést varázsolt a Kádár-kor szürke kulisszái közé”.

## Kiállításai

### Egyéni kiállításai
- 1938 – Műterem
- 1941 – Műbarát
- 1948 – Régi Műcsarnok, Budapest
- 1958, 1967 – Ernst Múzeum, Budapest
- 1959 – Kulturális Kapcsolatok Intézete, Budapest (Hikády Erzsébettel)
- 1968 – Nagykanizsa
- 1970 – Szőnyi István Terem, Miskolc
- 1972 – Győr
- 1974 – Mednyánszky Terem, Budapest
- 1976 – Kaposvár
- 1978 – Kecskemét
- 1979 – Tokió
- 1980 – Szeged
- 1982 – Csontváry Terem, Pécs
- 1986 – Csók Galéria, Budapest
- 1998 – Műterem Galéria, Budapest
- 2022 – Kieselbach Galéria

### Válogatott csoportos kiállításai
- 1935, 1936 – Munkácsy-céh kiállítása
- 1935, 1936 – Tavaszi Szalon
- 1939, 1944 – Spirituális Művészek Szövetsége
- 1939 – Magyar Arcképfestők
- 1938 – XXI. velencei biennále, Velence
- 1934, 1935, 1937, 1938, 1941–1942, 1943 – Téli kiállítás, Műcsarnok, Budapest
- 1935, 1937 – Nemzeti Képzőművészeti kiállítás
- 1936, 1941 – Jubileumi kiállítás, Modern olasz művészeti kiállítás
- 1938 – Szt. István-kiállítás
- 1938, 1939, 1942 – Őszi Tárlat
- 1939–1940 – Horthy Miklós 20 éves kormányzását ünneplő kiállítás
- 1940, 1943 – Tavaszi Tárlat, A Magyar Művészetért
- 1942 – Nemzeti Szalon, Budapest
- 1974, 1976 – Gekkoso Galéria, Tokió
- Külföldi magyar reprezentatív kiállításai (Róma, Bécs, Berlin, Moszkva, Stockholm, Peking, Bukarest, Szófia)

## Művei közgyűjteményekben
- Magyar Nemzeti Galéria, Budapest
- Kanizsai Városi Képtár